# SnagFilms
SnagFilms (раздельное написание названия компании неверно) — веб-сайт (после 12 лет работы был закрыт), бесплатно распространяющий полнометражные и короткометражные документальные фильмы через интернет. Компания образована Тедом Леонсисом, предпринимателем и успешным бизнесменом, владельцем спортивной команды и продюсером таких документальных фильмом как «Нанкин» (Nanking) и «Ударь его» (Kicking It). В Июле 2008 SnagFilms приобрела IndieWire, веб-сайт информирующий о новостях кино. Главой компании является Ричард Аллен, бывший генеральный директор National Geographic и бывший заместитель помощника президента Билла Клинтона.
Фильмы для компании представляются режиссёрами и дистрибьюторами. После курируемого отборочного процесса фильмы помещаются на веб-сайт компании, где их можно посмотреть бесплатно в режиме реального времени.
Фильмы распределены по категориям:
- Университет
- Окружающая среда
- Здоровье
- История
- Международные Отношения
- Жизнь и Культура
- Музыка и Искусство
- Политика
- Наука и Природа
- Спорт и Хобби
- Женские Темы

Библиотека фильмов компании включает в себя фильмы известных дистрибьютеров: Arts Alliance America, Cactus 3, IndiePix, Media That Matters, National Geographic, Palm Pictures, XPLR Productions, PBS и многие другие.

## Благотворительность
Веб-сайт предлагает пользователям пожертвовать «пиксели» или деньги. Каждый фильм выступает в паре с благотворительностью, что способствует информированию зрителя о поднимаемой проблеме. Большинство благотворительных действий активируются через GlobalGiving. Сайт является партнером с Clearspring и использует виджеты, которые позволяют пользователям «установить виртуальный кинотеатр в их личном блоге или на странице профиля. Добавьте виджет и показажите вашу поддержку! Когда люди видят ваш виджет и смотрят фильм который вам интересен на SnagFilms, этим вы и ваши друзья поддерживаете режиссёров и проблемы которые они поднимают в своих фильмах».

## Фильмы
На веб-сайте были впервые показаны многие фильмы:
- Inside the Bubble[1]
- The End of America (Naomi Wolf)[1]
- Haze[2]
- 10 Yards (filmmakers of 10 MPH)[3]
- 7 Days in September (Был показан к Дню Памяти 11 Сентября 9-11 Remembrance)

Кроме того, в библиотеку включены некоторые известные фильмы:
- Dig
- Super Size Me
- Hoop Dreams
- Under Our Skin
- The Prisoner or: How I Tried to Kill Tony Blair
- We Are Together (В главных ролях Alicia Keyes)
- Keeper of the Kohn
- Hoop Dreams
- Farther Than the Eye Can See

## Основные инвесторы
- Тед Леонсис
- Стив Кейс
- Майлз Гилбурн
- Джин Кейс
- группа во главе с Тедом и Джимом Педас, основателями Circle Films

## Финансирование
Сайт использует рекламу для поддержки бесплатного распространения документальных фильмов.

## Дополнительные ссылки
Graham, Jefferson, SnagFilms gives documentaries an online outlet, USA Today, Дата обращения: 16 июля 2008
Hayes, Dade, New site snags IndieWire, Variety, Архивировано из оригинала 23 июля 2008, Дата обращения: 16 июля 2008
Mossberg, Walt, SnagFilms Finds Virtual Theaters for Documentaries, All Things D, Дата обращения: 16 июля 2008
Health, Thomas, Leonsis to Launch Next Feature, SnagFilms, Online, Washington Post, Дата обращения: 16 июля 2008
Maney, Kevin, SnagFilms: An Interesting New Model for Documentaries, Condé Nast, Дата обращения: 18 июля 2008